# Cyrus de Constantinople
Cyrus ou Cyr (en grec Κύρος) fut patriarche de Constantinople du printemps 706 au début de 712. 

## Biographie
Avant son accession au patriarcat, il était ermite reclus dans une des îles d'Amastris. En 705, l'empereur Justinien II, renversé en 695, reconquit son trône ; il déposa, fit aveugler et exila à Rome le patriarche Callinique Ier, qui avait participé au complot de 695. Il le remplaça par Cyrus, qui lui avait paraît-il prédit son rétablissement comme empereur. Cyrus fut historiquement le premier moine promu patriarche de Constantinople.
À la fin de l'année 711, Philippicos renversa et fit décapiter Justinien II. Adepte du monothélisme, il déposa le patriarche Cyrus et l'enferma dans le monastère Saint-Sauveur-in-Chora, le remplaçant par Jean VI.
Cyrus est considéré comme un saint par l'Église catholique, qui le fête le 7 janvier, et par l'Église orthodoxe, qui le fête le 8 janvier.